# Armeria arenaria

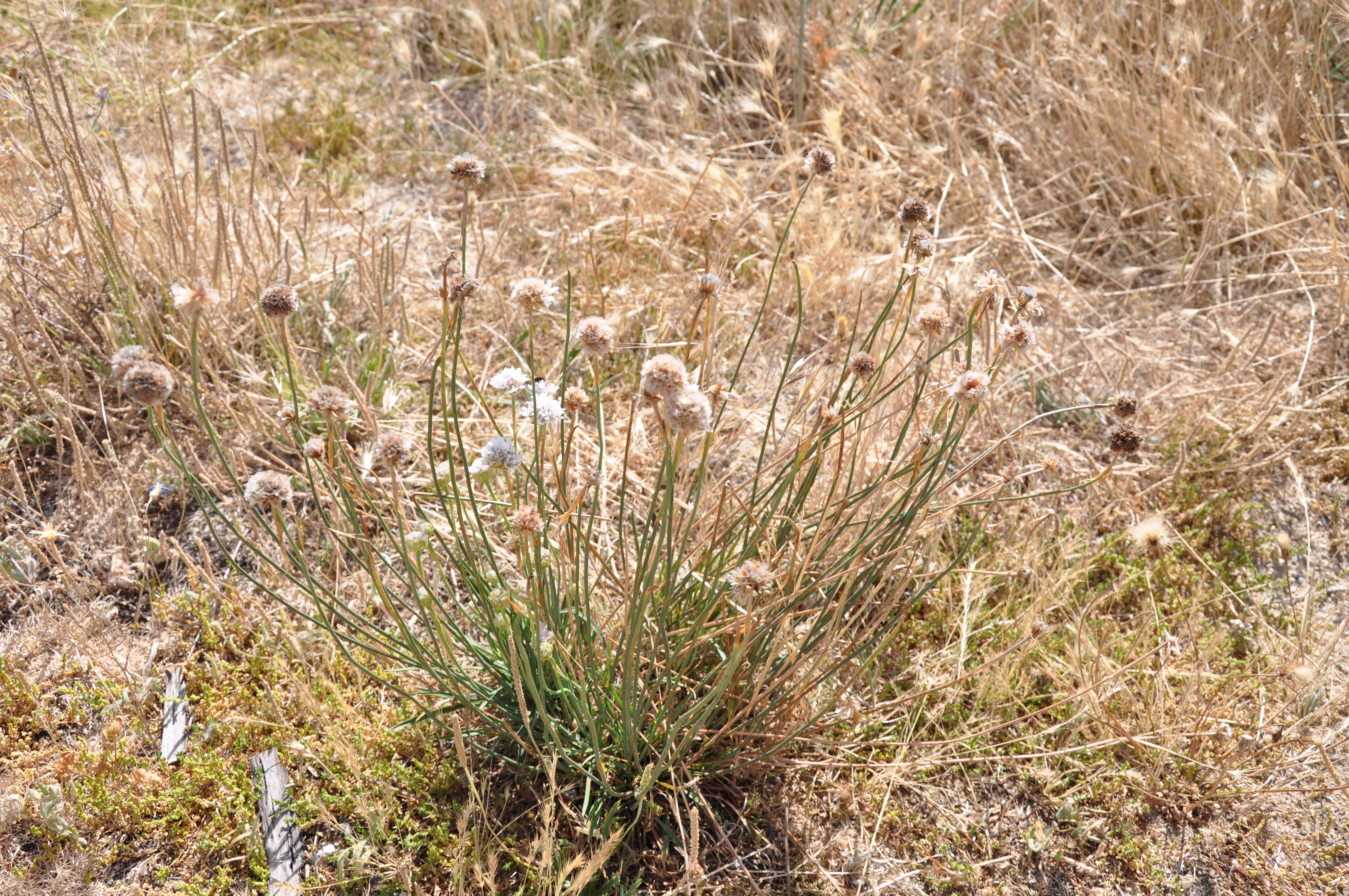
Vista de la planta

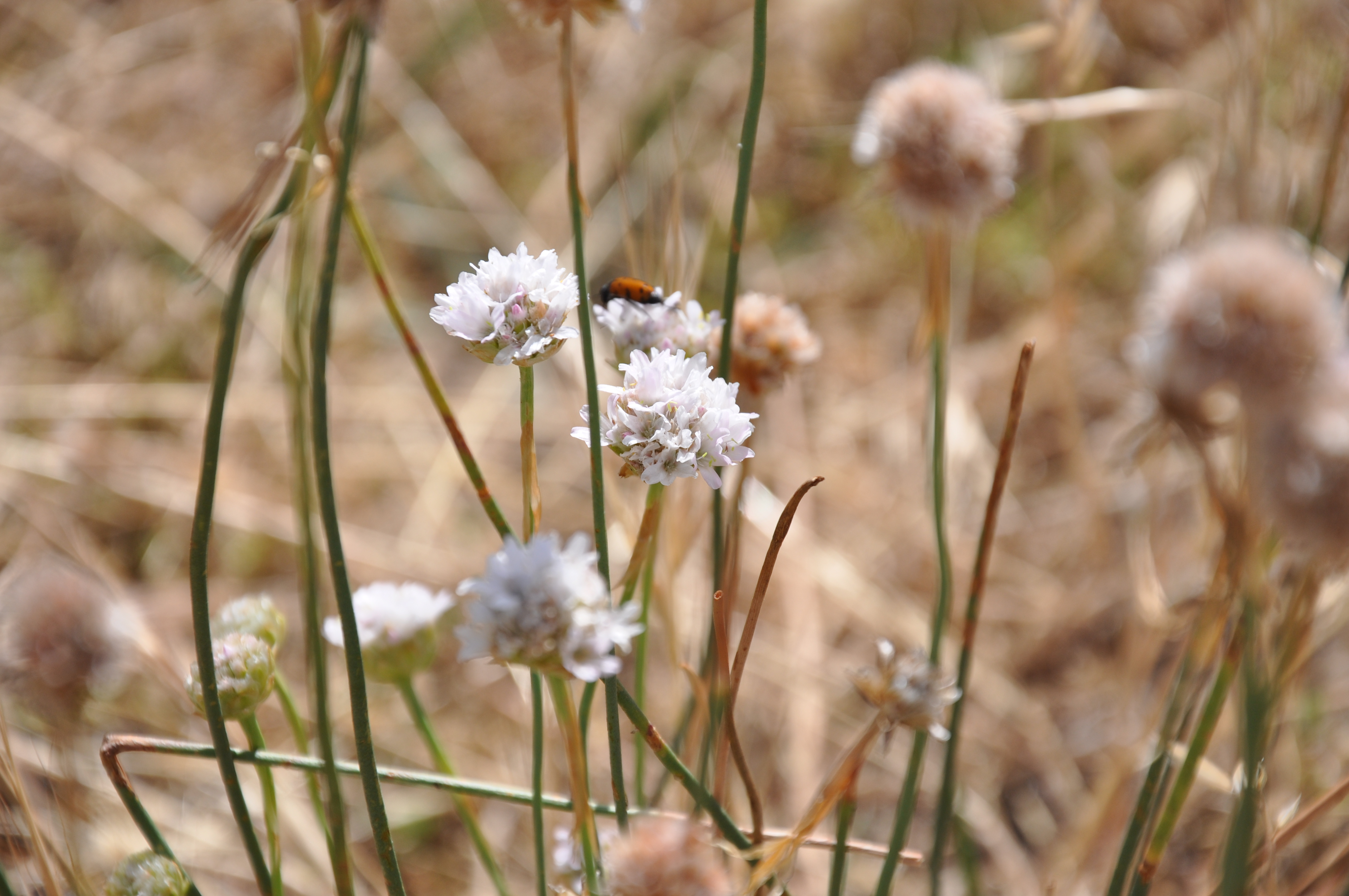
Flores

Los ajo de cigüeña (Armeria arenaria) son plantas del género Armeria. Originaria de la península ibérica.

## Descripción
Planta con cepa poco ramificada. Ramas habitualmente cortas y apretadas. Hojas de homomorfas a subdimorfas, generalmente linear-lanceoladas o lanceoladas, menos frecuentemente sublineares o lineares, no lustrosas, con reborde membranáceo estrecho. Vaina involucral de longitud superior al diámetro del involucro. Brácteas involucrales externas largamente cuspidadas, sobrepasando a las de la parte media y a menudo también a las internas, con frecuencia algo decurrentes. Brácteas espiculares consistentes, iguales o más largas que las involucrales internas.

## Taxonomía
Armeria arenaria fue descrita por (Pers.) Schult. y publicado en Syst. Veg. 6: 771 1820.
Citología
Número de cromosomas de Armeria arenaria (Fam. Plumbaginaceae) y táxones infraespecíficos: n=9
Etimología
Armeria: nombre genérico que proviene del francés antiguo armerie, armorie, armoire = "cierto tipo de clavel", según algunos autores Dianthus armeria. Al parecer, fue Clusio el primer botánico que llamó a alguna de estas plumbagináceas “Armerius montanus...”
arenaria: epíteto latíno que significa "relativo a la arena".
Variedades
- Armeria arenaria subsp. anomala (Bernis) Catalán ex Uribe-Ech.
- Armeria arenaria subsp. bilbilitana (Bernis) Nieto Fel.
- Armeria arenaria subsp. burgalensis (Sennen & Elias) Uribe-Ech.
- Armeria arenaria subsp. praecox (Jord.) Kerguelen
- Armeria arenaria subsp. segoviensis (Gand. ex Bernis) Nieto Fel.
- Armeria arenaria subsp. vestita (Willk.) Nieto Fel.

Sinonimia
- Armeria alliacea subsp. bupleuroides (Gren. & Godr.) O.Bolòs & Vigo
- Armeria arenaria subsp. bupleuroides (Godr. & Gren.) Greuter & Burdet
- Armeria bupleuroides Gren. & Godr.
- Armeria plantaginea (All.) Willd.
- Armeria plantaginea subsp. bupleuroides (Gren. & Godr.) Nyman
- Armeria plantaginea var. bupleuroides (Gren. & Godr.) G.H.M.Lawr.
- Statice alliacea Willd.
- Statice arenaria Pers.
- Statice dianthodes Voss
- Statice plantaginea All.
- Statice scorzonerifolia Link[6]

## Nombre común
- Castellano: ajo de cigüeña, cabecilla, cachiporras, majuletas, pan de cigüeña, patas de cigüeña, patas de gallo, patas de milano, patitas de cigüeña[7]